# Вулиця Мошногірська
Вулиця Мошногі́рська — одна з вулиць у місті Черкаси. Знаходиться у мікрорайоні Дахнівка.

## Розташування
Вулиця простягається від вулиці Спиридона Кириченка на північний схід до вулиці 38-ї Армії.

## Опис
Вулиця неширока та неасфальтована, забудована приватними будинками, у кінці впирається у старе сільське кладовище.

## Історія
До 1983 року вулиця називалась на честь радянського космонавта Владислава Волкова, а після приєднання села Дахнівка до міста Черкаси була перейменована на честь радянського діяча та уродженця Черкас Тихона Черепіна. 22 лютого 2016 року в процесі декомунізації вулиця була перейменована на честь Мошногірського кряжу, розташованого на захід від міста.